# Baka János
Baka János (Csíkszentgyörgy, 1840. december 24. – Csíkszentmárton, 1928. május 29.) kántortanító, pedagógiai író, kiváló pedagógus. A gyermekzene és énektanítás úttörőjeként tartják számon.

## Életpályája
Csíkszentgyörgyön született. Apja, Baka Áron kántortanító vezette be a zenei alapismeretekbe. A csíkszentgyörgyi-Csíkbánkfalvi iskolában kezdte tanulmányait, a harmadik osztályt már a csíksomlyói gimnázium elemi tanodájában járta.
1858-ban Csíkszentgyörgyön tanított, édesapja mellett segédtanítóként tevékenykedett. Az 1858-ban megnyílt csíksomlyói tanítóképző intézményben tanult tovább. A kiváló zenetanár, Simon Jukundián ferenc-rendi szerzetes tanítványa volt, aki a jó zenei adottságokkal rendelkező diákjából kiváló kántort nevelt.
A kétéves kántortanítóképzőt kiváló eredménnyel végezte el, német nyelven is letette a tanítói vizsgát. 1860-ban kántortanítói oklevelet szerzett.
1861-től segédkántor volt Csíkszentmártonban, ahol 1870-1910 között nyugdíjazásáig kántortanítóként tevékenykedett.. Ötvenkét éven át tanított Csíkszentmártonban, 1908-1910 között a helyi gazdasági iskola vezetője is volt.
1910 májusában kérte nyugdíjaztatását, de hátralevő éveit is szorgos munkával, kottázással töltötte.
Kántortanítóként az alcsíki tanítók számára mintatanításokat tartott, és vezette az alcsíki tanítótestület énekkarát.
Egyházi és iskolai dallamokat szerzett. Az Erdélyi Római Katolikus Tanítóegyesületek Szövetségének megbízásából kidolgozta a népiskolai énektanítás anyagát. Az Országos Cecilia Egyesület Erdélyirészi Fiókjának alelnöke volt.
A katolikus oktatásban végzett kiváló munkájáért 1925-ben, Bene Merenti pápai arany érdemrenddel tüntették ki.
Pedagógusi munkája mellett mezőgazdaság, a gyümölcsfatenyésztés területén is érdemeket szerzett, méhészegyesületet szervezett. 1878-ban tanszer-, háziipar- és gazdasági kiállításon saját készítésű tanszerekkel szerepelt.
Számos tanulmányát különböző folyóiratok közölték. Cikkeket, tanulmányokat írt a Népnevelők Lapja, Iskolabarát, Néptanoda című szakfolyóiratokba. Dallamai, egyházi énekei énekeskönyvekbe is bekerültek.
Önálló munkái közül az Őrangyal című ima- és énekeskönyv a keresztény katolikus ifjúság. számára öt kiadást ért meg Csíkszeredában. Három kiadásban jelent meg ugyanott az Ártatlanok őrangyala című ima és énekeskönyv a katolikus gyermekek számára.
Legjelentősebb munkája az 1921-1924-ben megjelent Erdélyegyházmegyei Énekeskönyv (első része Gyergyószentmiklóson, második és harmadik része Gyulafehérváron jelent meg). Az 536 oldalas, 442 éneket tartalmazó mű tulajdonképpen a Kájoni János által 1676-ban kiadott Cantionale Catholicum című énekeskönyv sajtó alá rendezett, átdolgozott kiadása, amely a székely kántortanítók nélkülözhetetlen kézikönyvévé vált.
További munkái: az 1922-ben megjelent Vallásos énekek, amely száz éneket tartalmaz orgonakísérettel. Ugyancsak 1922-ben jelent meg a Halotti zsolozsmák és szertartások című kiadványa. Kis dalos című gyermekénekeskönyve 1926-ban jelent meg.
Baka János kiváló pedagógus volt, a gyermekzene és énektanítás területén végzett munkásságát úttörőnek tekintik. Csíkszentmárton neves személyisége, ma az ő nevét viseli a községi könyvtár.